# Living Game
Living Game (りびんぐゲーム Ribingu Gemu) es un manga seinen escrito por Mochiru Hoshisato, publicado originalmente en Big Comic Spirits entre octubre de 1990 y abril de 1993. Se trata de una comedia romántica que examina algunos de los absurdos efectos de la desenfrenada especulación inmobiliaria acontecida en Japón hacia finales de los 80 y la posterior recesión de principios de los 90.

## Argumento
La historia se centra en Raizo Fuwa, un ejecutivo que vive en una casa diminuta y trabaja en una atestada oficina de Tokio. Para mejorar su estilo de vida decide mudarse a un apartamento más amplio, a la vez que en la oficina le dan la noticia de que se van a trasladar a otro edificio donde la oficina será más amplia, pero la noticia mejora cuando le dicen que estará ubicada junto a su nuevo apartamento. Pero el mismo día de la mudanza descubren que el nuevo edificio de la oficina fue construido ahorrando en los materiales y con el último terremoto se ha inclinado, por lo tanto, es declarado como inestable y comienzan a demolerlo. Para solucionar este problema se trasladan "temporalmente" al nuevo apartamento de Fuwa. Pero la situación se complica aún más cuando la jefa informa a sus empleados de que pronto se incorporará un nuevo empleado. Este nuevo empleado resulta ser la hija de un amigo que le ha pedido que la cuide. La jefa envía a Fuwa a recoger a la nueva empleada que, para su sorpresa, es una adolescente de quince años. Enseguida se convierte en el senpai de Izumi cuando la tiene que ayudar a encontrar apartamento y enseñarle cosas de la vida, pues se trata de una joven infantil que no sabe nada de la vida en la ciudad. Poco a poco Fuwa e Izumi desarrollan una estrecha amistad. Tras perder Izumi su nuevo apartamento debido a ser construido de manera ilegal se tiene que mudar a la casa de Fuwa donde ocurre un incidente que involucra a Fuwa, Izumi, Tokiko, la exnovia de Fuwa, al actual marido de Tokiko, y a la casera de Fuwa. Después de este incidente Izumi admite estar enamorada de Fuwa, sin embargo, este no la corresponde al principio. Siente que tiene que ser más maduro y responsable. Además, quiere cumplir primero su sueño de comprar su propia casa, grande y espaciosa. Tanto Izumi como Fuwa luchan con su propia madurez y su pequeña relación y descartan como poco importante la diferencia de diez años de edad en su relación romántica.

## Personajes

### Principales
Fuwa Raizo (不破雷蔵)

Es el protagonista de la serie. Trabaja como oficinista en una pequeña empresa de Tokio, Namifuku DM, que presta sus servicios a pequeñas y medianas empresas. Nació en la prefectura de Shizuoka el 22 de febrero de 1965 y es el segundo de cuatro hermanos, teniendo dos hermanas menores. Mantuvo una relación amorosa anterior a la serie con Tokiko, su actual exnovia. A la llegada de Izumi a Tokio se convierte en su senpai y tiene que cuidar de ella constantemente, llegando a vivir en el mismo apartamento. Tras el quiebre de Namifuku DM se queda sin empleo y tiene que empezar de nuevo en la vida.
Hiyama Izumi (氷山一角)

Es la coprotagonista de la serie. Nació el 30 de marzo de 1975 en la prefectura de Shimane. Su padre era doctor y tenía su propio hospital, el cual Izumi heredaría, pero a los cuatro años su madre murió, su padre se casó de nuevo y tuvo un hijo que sería quien heredara finalmente el hospital. Aprendió a tocar el violín pero tras la muerte de su madre tuvo que dejarlo. Debido a sus actuales circunstancias familiares (ya que ahora ha pasado a un segundo plano) se muda a Tokio y se convierte en aprendiz en Namifuku DM. A su llegada se aloja en unos apartamento que al ser construidos de manera ilegal son demolidos, tras lo cual acaba viviendo con Fuwa, de quien poco a poco termina enamorándose.

### Secundarios
Presidenta Namifuku

Es la fundadora de la empresa Namifuku DM. Es madre de dos hijos y vive en una casa de alquiler. Se caracteriza por llevar siempre una goma para el pelo y gafas. Es amiga cercana de la madrastra de Izumi por lo que se compromete a cuidar de ella a su llegada a Tokio. 
Namba (難波)

Es una empleada de Namifuku DM, se encarga del diseño por ordenador. Le gusta discutir con Raizo y siempre lleva gafas de sol, incluso en el baño.
Ichi-seki Tsugio (一石次男)

Nacido en 1961. Trabaja para Namifuku DM como el representante de ventas. Usa gafas y tiene de mascota una serpiente de gran tamaño.
Chistao (千里)

Nacido en 1949. Es el contable de Namifuku DM, quien también usa gafas.

## Manga
Originalmente la serie se distribuyó en 10 volúmenes, saliendo el primero en julio de 1991 y el último en mayo de 1993, editado por Shogakukan Big Comics. Esta edición quedó descatalogada. 
1. 07 1991 ISBN 4-09-182641-5
2. 09 1991 ISBN 4-09-182642-3
3. 02 1991 ISBN 4-09-182643-1
4. 03 1992 ISBN 4-09-182644-X
5. 06 1992 ISBN 4-09-182645-8
6. 10 1992 ISBN 4-09-182646-6
7. 01 1993 ISBN 4-09-182647-4
8. 02 1993 ISBN 4-09-182648-2
9. 04 1993 ISBN 4-09-182649-0
10. 05 1993 ISBN 4-09-182650-4

Posteriormente, en julio de 1997 salió a la venta la edición tapa blanda, editada por Shogakukan Bunko, constando de 7 volúmenes y terminando en octubre del mismo año.
1. 07 1997 ISBN 4-09-192231-7
2. 07 1997 ISBN 4-09-192232-5
3. 08 1997 ISBN 4-09-192233-3
4. 08 1997 ISBN 4-09-192234-1
5. 09 1997 ISBN 4-09-192235-X
6. 10 1997 ISBN 4-09-192236-8
7. 10 1997 ISBN 4-09-192237-6